# Кеннеди, Ди Джей
Дэвид Джон (Ди Джей) Кеннеди (англ. David John "D. J." Kennedy; род. 5 ноября 1989, Питтсбург, штат Пенсильвания, США) — американский баскетболист, играющий на позиции атакующего защитника. Выступает за клуб «Прометей».

## Карьера
Начал свою карьеру в одной из самых известных баскетбольных программ США – Университете Сент-Джонс. На протяжении 4 сезонов защитник был одним из лидеров команды, а в сезоне 2009/2010 Ди Джей стал самым результативным игроком в составе «Ред Сторм». В сезоне 2011 команда университета «Сент-Джонс» пробилась в итоговый турнир NCAA впервые за 9 лет.
Свою профессиональную карьеру Кеннеди начал в том же 2011 году в клубе D-Лиги «Эри Бэйхокс». Сезон для Ди Джея получился настолько успешным, что в конце регулярного чемпионата он был приглашён, и в итоге подписал контракт с командой НБА «Кливленд Кавальерс». В сезоне 2012/2013 Кеннеди возвращается в D-Лигу и проводит ещё один успешный сезон, выступая за «Эри Бэйхокс» и «Рио-Гранде Вэллей Вайперс». Всего Кеннеди провёл в D-Лиге 93 матча, набирая в среднем 16,2 очков, 7,5 подборов и 4,8 передач за игру.
В 2013 году Кеннеди переехал в Европу. После непродолжительного пребывания во французском «Гравлин-Дюнкерк», Кеннеди подписывает контракт с израильским «Хапоэлем» из Холона. По итогам сезона 2013/2014 «Хапоэль» вышел в плей-офф чемпионата Израиля, а Ди Джей стал одним из самых полезных игроков команды, набирая в среднем 12,1 очков и 6,1 подборов за игру.
Сезон 2014/2015 Кеннеди начал в составе «Красного Октября». В 4 встречах Ди Джей продемонстрировал среднюю статистику равную 19 очкам, 6 подборам и 3 передачам, однако спустя месяц после начала регулярного чемпионата перешёл в немецкий клуб «Ризен Людвигсбург». В чемпионате Германии ДиДжей стал не только лидером своей команды, но и возглавил список снайперов лиги. Итоговая средняя статистика Кеннеди в 25 матчах за составила 18 очков, 6 подборов, 3 передачи и 2 перехвата за 35 минут на паркете.
В августе 2015 года стал игроком красноярского «Енисея». В Единой лиге ВТБ статистика Кеннеди составила 15,3 очка, 7,0 подбора и 3,5 передачи в среднем за матч.
В сентябре 2016 года Кеннеди подписал контракт с «Денвер Наггетс», но через месяц был отчислен из команды.
В марте 2017 года Кеннеди вернулся в «Ризен Людвигсбург» подписав контракт до конца сезона 2016/2017.

## Достижения
- Чемпион Италии: 2018/2019
- Чемпион D-Лиги: 2012/2013

## Статистика в НБА
| Сезон                                                                                    | Команда  | Регулярный сезон | Регулярный сезон | Регулярный сезон | Регулярный сезон | Регулярный сезон | Регулярный сезон | Регулярный сезон | Регулярный сезон | Регулярный сезон | Регулярный сезон | Регулярный сезон | Серия плей-офф | Серия плей-офф | Серия плей-офф | Серия плей-офф | Серия плей-офф | Серия плей-офф | Серия плей-офф | Серия плей-офф | Серия плей-офф | Серия плей-офф | Серия плей-офф |
| Сезон                                                                                    | Команда  | GP               | GS               | MPG              | FG%              | 3P%              | FT%              | RPG              | APG              | SPG              | BPG              | PPG              | GP             | GS             | MPG            | FG%            | 3P%            | FT%            | RPG            | APG            | SPG            | BPG            | PPG            |
| ---------------------------------------------------------------------------------------- | -------- | ---------------- | ---------------- | ---------------- | ---------------- | ---------------- | ---------------- | ---------------- | ---------------- | ---------------- | ---------------- | ---------------- | -------------- | -------------- | -------------- | -------------- | -------------- | -------------- | -------------- | -------------- | -------------- | -------------- | -------------- |
| 2011/12                                                                                  | Кливленд | 2                | 0                | 29,5             | 41,7             | 50,0             | 0,0              | 3,5              | 1,5              | 1,0              | 0,0              | 6,0              | Не участвовал  | Не участвовал  | Не участвовал  | Не участвовал  | Не участвовал  | Не участвовал  | Не участвовал  | Не участвовал  | Не участвовал  | Не участвовал  | Не участвовал  |
|                                                                                          | Всего    | 2                | 0                | 29,5             | 41,7             | 50,0             | 0,0              | 3,5              | 1,5              | 1,0              | 0,0              | 6,0              | Не участвовал  | Не участвовал  | Не участвовал  | Не участвовал  | Не участвовал  | Не участвовал  | Не участвовал  | Не участвовал  | Не участвовал  | Не участвовал  | Не участвовал  |
| Наведите курсор мыши на аббревиатуры в заголовке таблицы, чтобы прочесть их расшифровку. |          |                  |                  |                  |                  |                  |                  |                  |                  |                  |                  |                  |                |                |                |                |                |                |                |                |                |                |                |